# Royal Opera House
Het Royal Opera House (ROH), ook wel Covent Garden genoemd, in de Londense wijk Covent Garden behoort tot de toonaangevende operahuizen van de wereld. Vaste bespelers van het gebouw zijn de Royal Opera en het Royal Ballet. Het huidige theater uit 1857 is het derde op deze locatie.
Het Royal Opera House moet niet worden verward met Her Majesty's Theatre (een voormalig operagebouw, waar tegenwoordig o.a. musicals worden opgevoerd) en het Theatre Royal (een schouwburg), beide gelegen aan de Haymarket in Londen.

## Geschiedenis

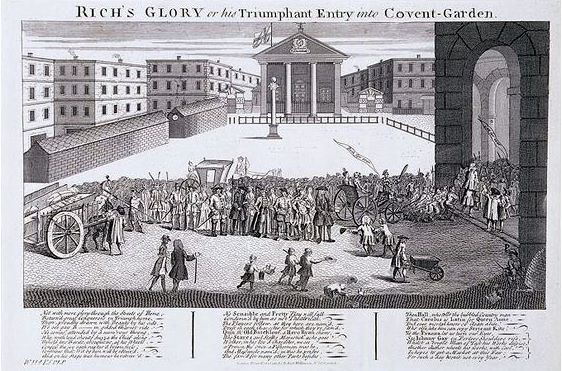
John Rich wordt het theater ingedragen

### Eerste theater
Het eerste theater op deze plek opende in 1732. Dit Theatre Royal werd gebouwd in opdracht van de acteur-theaterdirecteur John Rich die in de jaren daarvoor veel geld had verdiend met The Beggar's Opera van John Gay. Het gebouw, naar een ontwerp van Edward Shepherd, verrees op het terrein van een voormalige kloostertuin (convent garden). Op het terrein bevond zich tevens een groenten- en fruitmarkt, die tot 1972 bleef bestaan. De openingsvoorstelling op 7 december 1732, waarbij John Rich door het gezelschap het theater werd ingedragen, was William Congreves toneelstuk The Way of the World. Samen met het Theatre Royal, Drury Lane was dit een eeuw lang het enige theater in Londen voor toneel. Daarnaast vonden er incidenteel ballet- en operavoorstellingen plaats, zoals Händels Il pastor fido (1734), Ariodante (1735) en de premières van Alcina (1735) en Atalanta (1736). Bij een grote brand op 20 september 1808 werd het kort tevoren nog uitgebreide theater verwoest, waarbij onder andere Händels orgel, dat hij aan John Rich cadeau had gedaan, verloren ging.

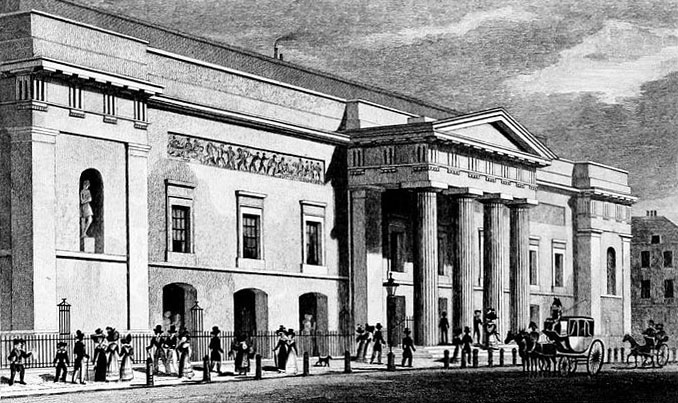
Het tweede theater, omstreeks 1828

### Tweede theater
De bouw van het tweede theater, naar een ontwerp van Robert Smirke, begon nog hetzelfde jaar. Het nieuwe theater opende op 18 september 1809 met Macbeth. Om de kosten te dekken verhoogde de acteur en theaterdirecteur John Philip Kemble de toegangsprijzen, wat maandenlang tot relletjes leidde (Old Price Riots) en uiteindelijk het terugdraaien van de maatregel tot gevolg had. Ook dit theater presenteerde opera en ballet, maar niet exclusief. De clown Joseph Grimaldi populariseerde er het genre van de pantomime. Een nieuwe wet, de Theatres Act 1843, verbrak het monopolie dat de twee royal theatres tot dan toe hadden op het presenteren van gesproken theater. Vanaf 1847 werd het theater het voornaamste operahuis in Londen, nadat de dirigent Michael Costa, na een conflict met het management van Her Majesty's Theatre, met een groot deel van het operagezelschap 'overliep' naar het Theatre Royal, Covent Garden. Na een verbouwing van het auditorium opende de Royal Italian Opera op 6 april 1847 met een uitvoering van Rossini's Semiramide. Alle opera's, ook de Frans- of Duitstalige, werden in het Italiaans opgevoerd. Op 5 maart 1856 brandde ook dit gebouw af.

### Huidige theater

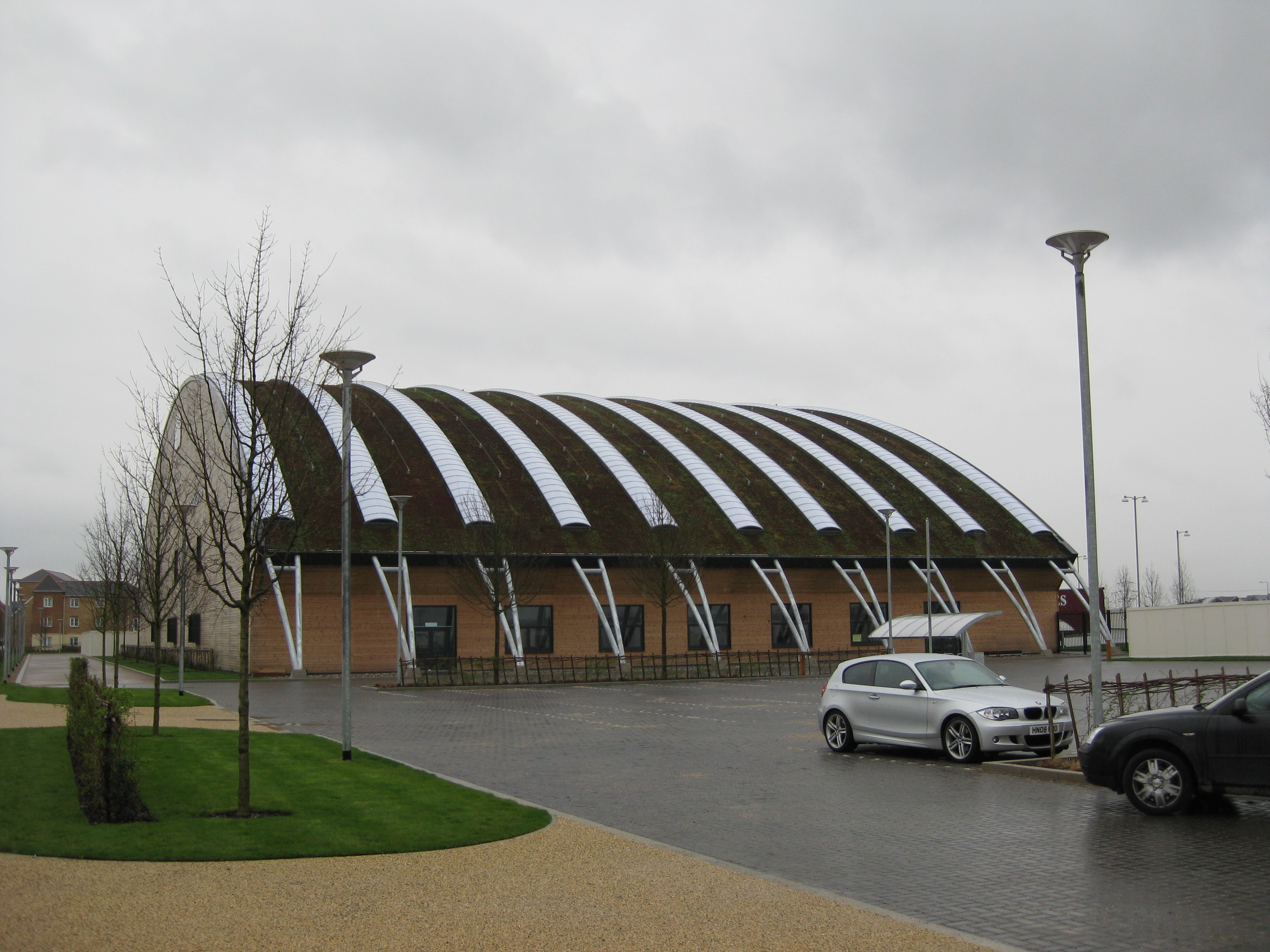
Productiehal van ROH in Purfleet

Het huidige gebouw kwam in 1857-'58 tot stand naar plannen van architect Edward Middleton Barry en opende met Les Huguenots van Meyerbeer. Enkele maanden later verhuisde de Royal English Opera van het Theatre Royal, Drury Lane naar de Royal Italian Opera in Covent Garden. Vanaf 1892 staat het theater bekend als het Royal Opera House (ROH). Hierna maakte het Italiaans geleidelijk plaats voor de oorspronkelijke talen. In de jaren '30 was de bekende dirigent Thomas Beecham enige tijd artistiek leider van het ROH. Tijdens de Tweede Wereldoorlog fungeerde het gebouw als danszaal. Na de oorlog verhuisde het Vic-Wells Ballet van Sadler's Wells Theatre naar Covent Garden. Ter zelfde tijd werd een vast operagezelschap gevormd, de Covent Garden Opera Company, die op 14 januari 1947 zijn eerste productie presenteerde, Bizets Carmen.
Begin jaren '80 werd het gebouw aan de achterkant uitgebreid met een nieuwe vleugel, waarin opera- en balletstudio's, een koorrepetitieruimte en kantoren werden gevestigd. Een andere, zeer ingrijpende verbouwing vond plaats van 1997-'99, waarbij meer dan de helft van het complex werd herbouwd (kosten: £ 213 miljoen). De oude zaal bleef intact, maar alle technische installaties werden vernieuwd. Bij de verbouwing werd ook een nieuwe studiozaal gerealiseerd met 400 zitplaatsen, het Linbury Studio Theatre, en werd de naastgelegen serrehal, ooit de bloemenhal van Covent Garden Market, heringericht als theater-, concert- en publieksruimte (Paul Hamlyn Hall of, informeel, Floral Hall). Sinds 2010 beschikt het theater over productiefaciliteiten in Purfleet, ten oosten van Londen.

## Beschrijving gebouw

### Exterieur
Het Royal Opera House is een grade I listed building. De neoklassieke façade, de foyer en het auditorium zijn nog min of meer origineel en dateren uit 1858; de sterk verbouwde Floral Hall dateert uit 1860. Vrijwel alle andere onderdelen van het omvangrijke ROH-complex zijn in de jaren '90 van de vorige eeuw gebouwd of vernieuwd. De witgepleisterde façade aan Bow Street wordt gedomineerd door een portico, over vrijwel de gehele breedte van de gevel, met zes Korinthische zuilen bekroond door een fronton. Op het verhoogde terras van de portico is een serre gebouwd, die als café in gebruik is. Aan de gevel bevindt zich beeldhouwwerk van John Flaxman en John Charles Felix Rossi, dat afkomstig is van het tweede theater uit 1809.
Het ROH-complex neemt tegenwoordig een heel huizenblok in beslag tussen Bow Street, Russell Street, de Covent Garden Piazza's, James Street en Floral Street. De Floral Hall, diverse studio's, oefenruimtes, kantoren en enkele commerciële ruimtes vormen hiervan onderdeel. De meeste gebouwen voegen zich naar de klassieke vormentaal van het hoofdgebouw. Aan de Piazza's, tegenover Covent Garden Market, bevindt zich een L-vormige galerij in postmoderne stijl, die toegankelijk is vanaf James Street en Russell Street. De toneeltoren en een getordeerde luchtbrug zijn opvallende elementen aan Floral Street.

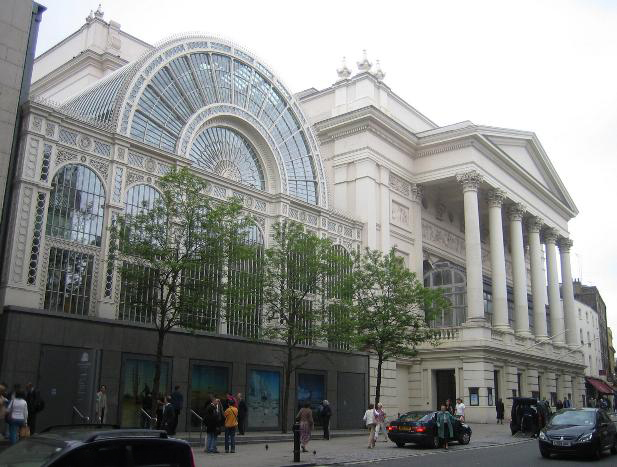
Serrehal en hoofdgebouw
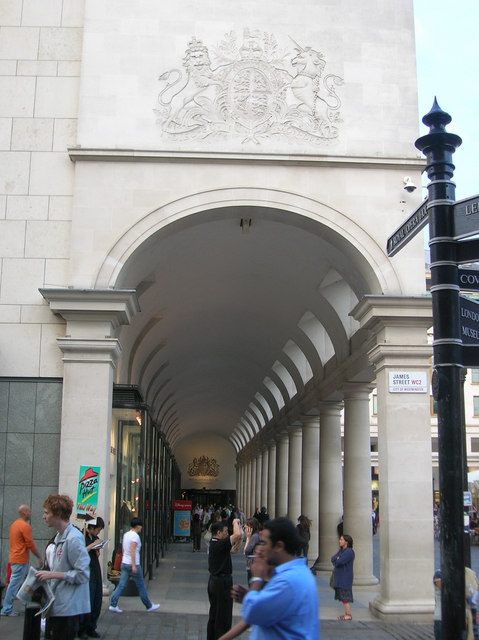
Postmoderne galerij
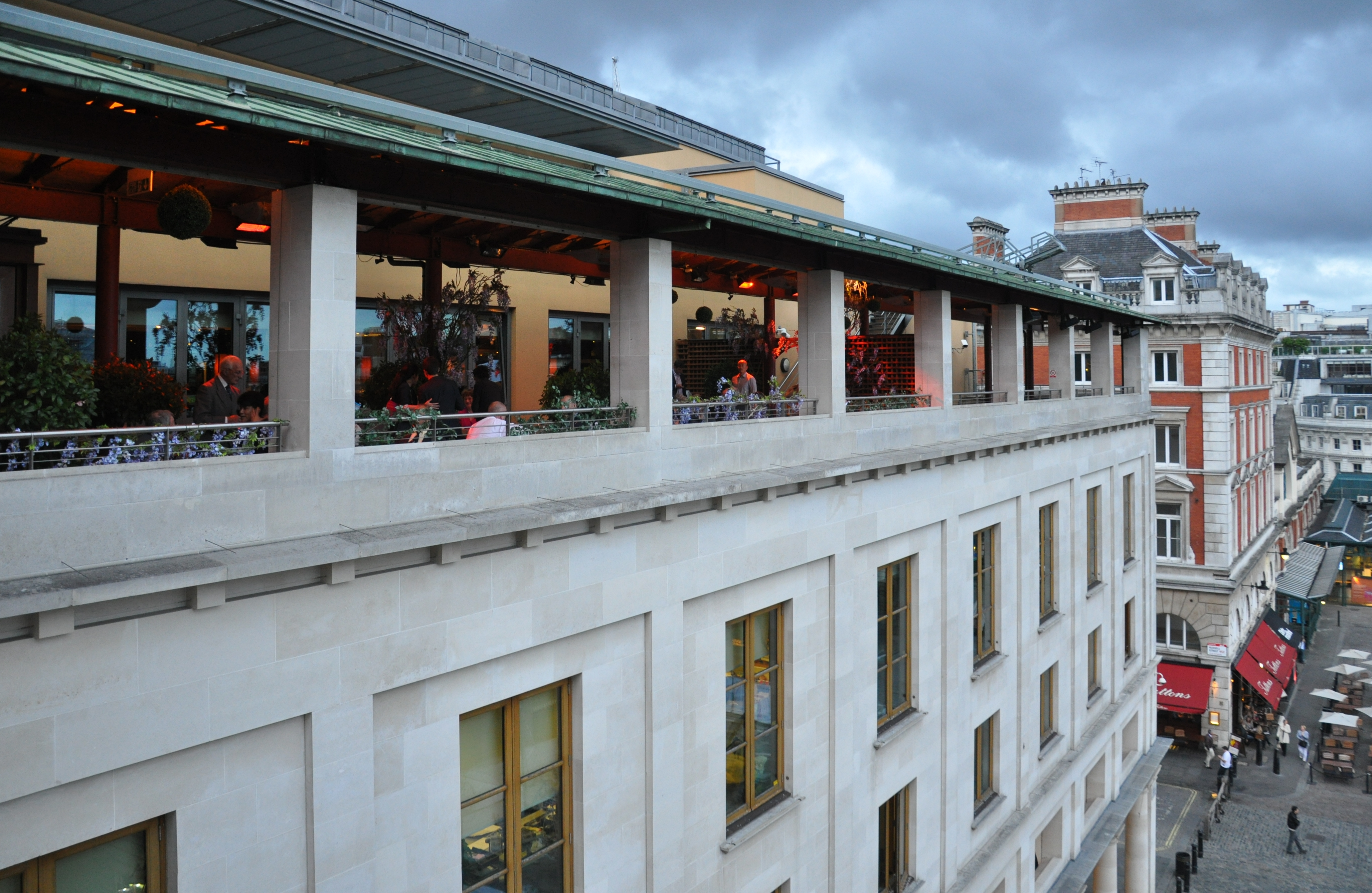
Nieuwe vleugel en terras
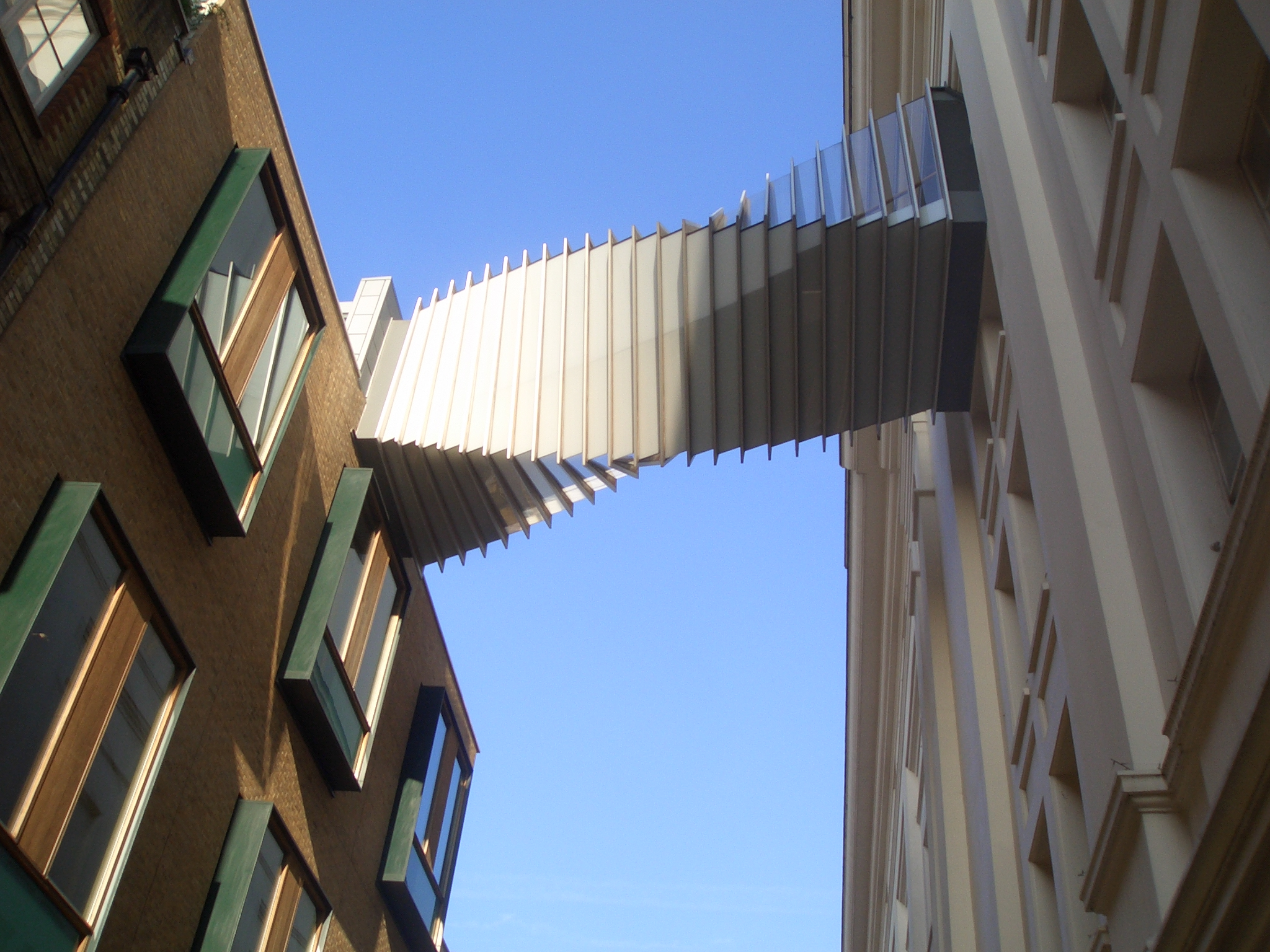
Luchtbrug over Floral Street

### Interieur
De zaal van het Royal Opera House is gebouwd als een traditioneel lijsttheater. Het podium is ongeveer 12 m diep. De toneelopening meet 12,2 m bij 14,8 m (breedte x hoogte), waarbij de goudkleurige schachten van de toneellijst nog verder naar buiten kunnen bewegen. Boven de toneellijst bevindt zich een groot stucreliëf met allegorische figuren. In het auditorium met vier balkons en daarboven een amfitheatervormige galerij is plaats voor 2256 bezoekers. Het gestucte interieur is rijk aan vergulde ornamenten.
De entreehal, de keizerlijke trap, de koninklijke foyer (Royal Suite) en het café zijn alle enigszins gewijzigd, maar wel in de oude stijl. De Floral Hall, gerestaureerd en tegelijkertijd verhoogd, is thans een imponerende publieksruimte met roltrappen en uitkijkplatforms.

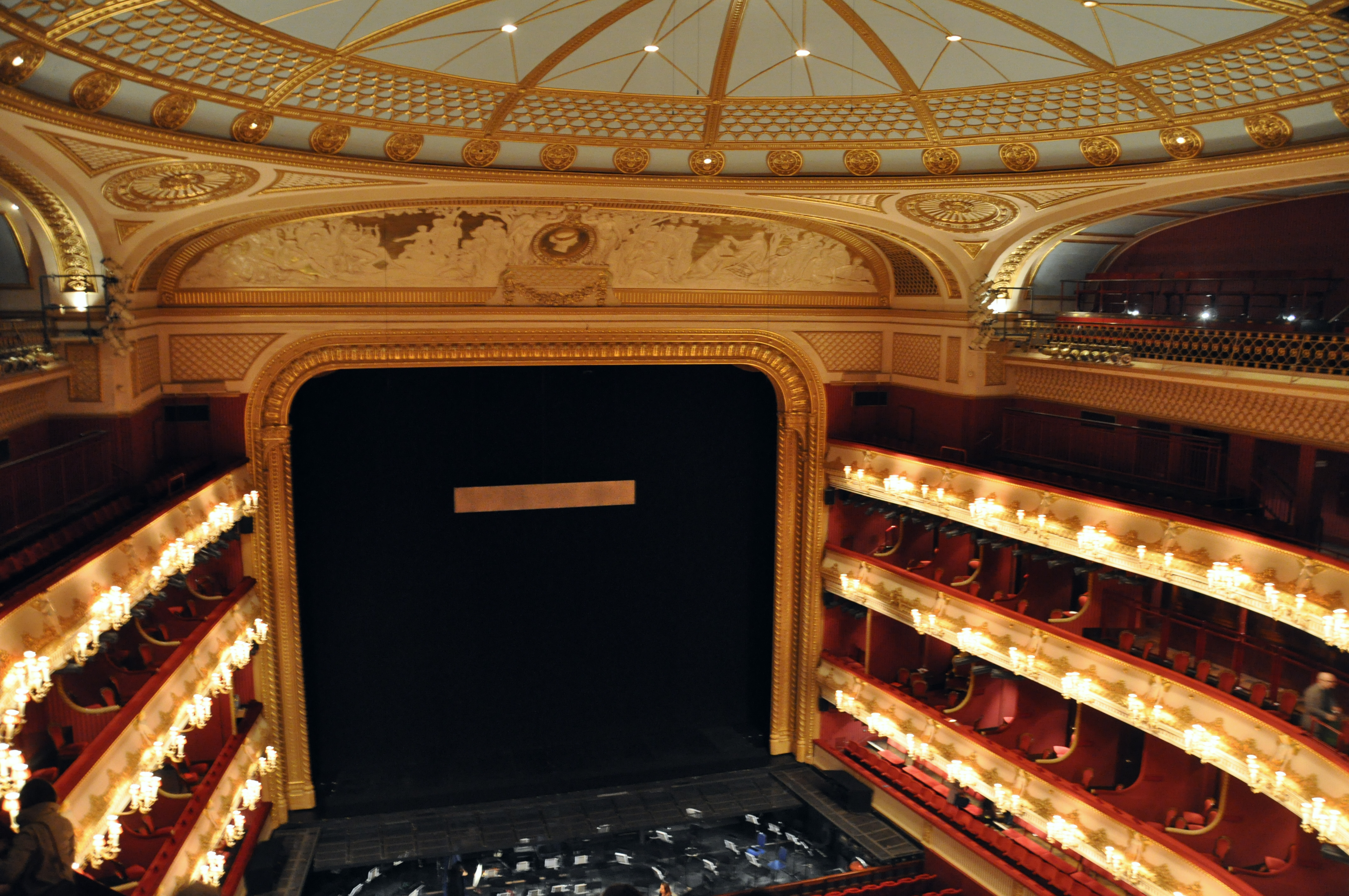
Interieur grote zaal
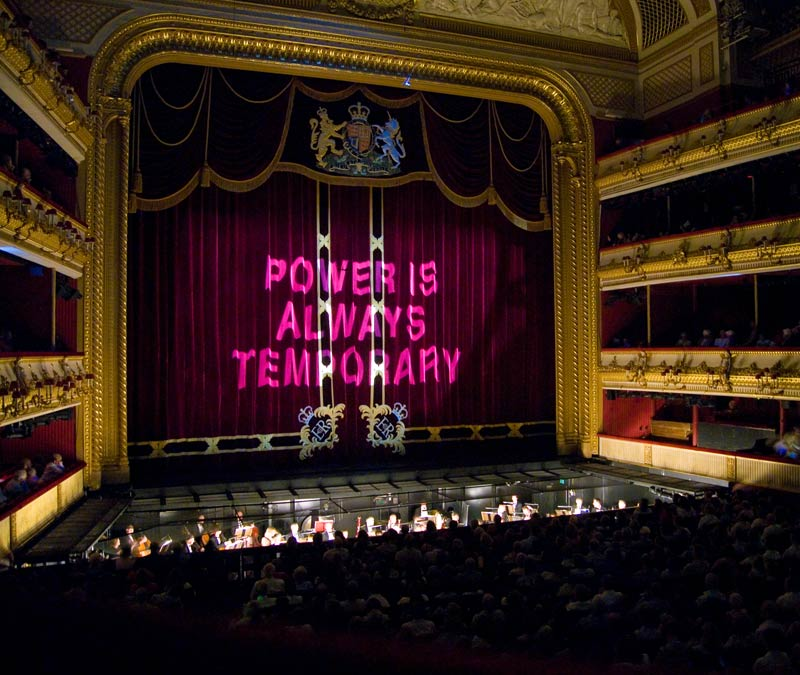
Interieur grote zaal
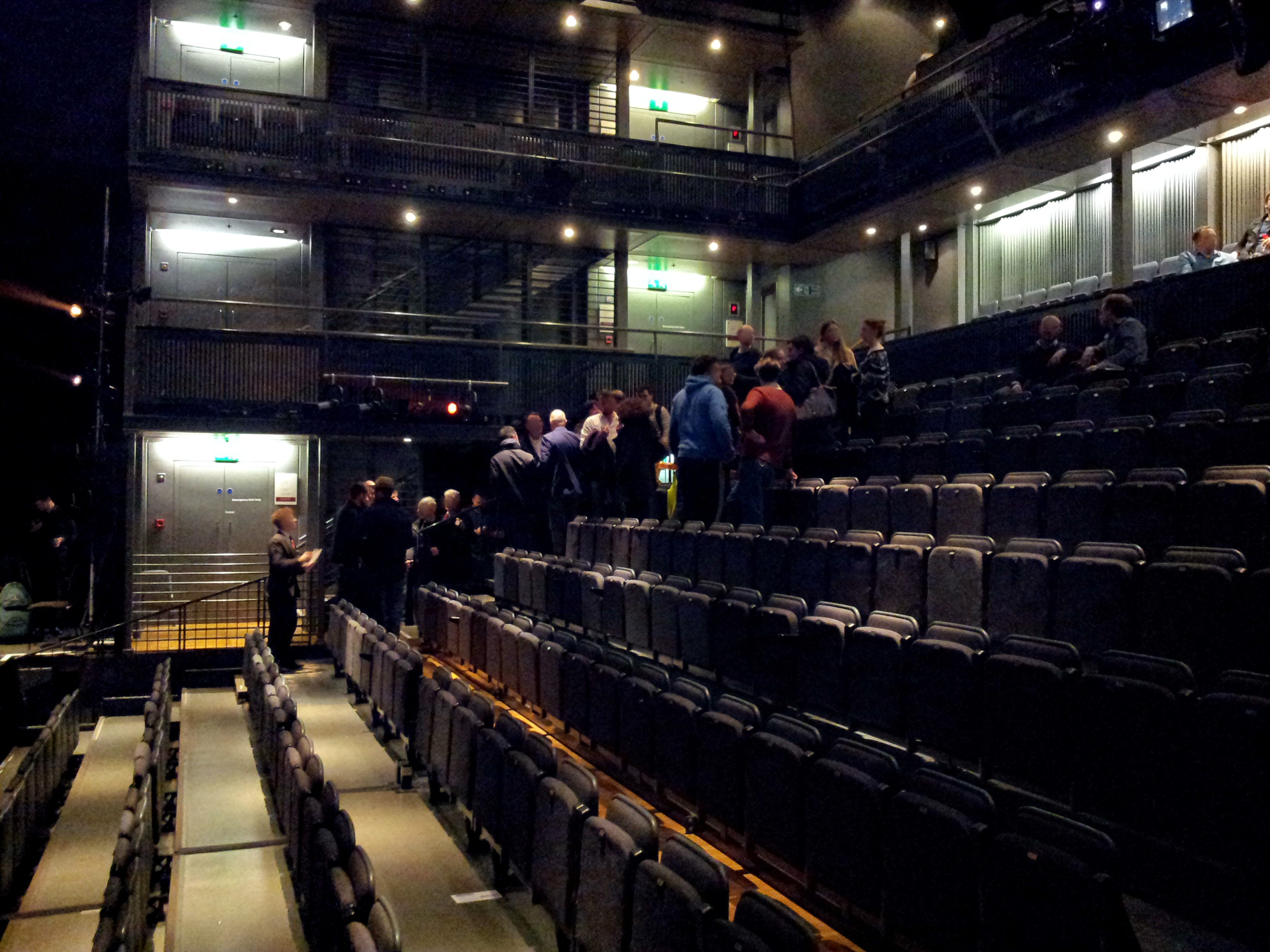
Linbury Studio Theatre
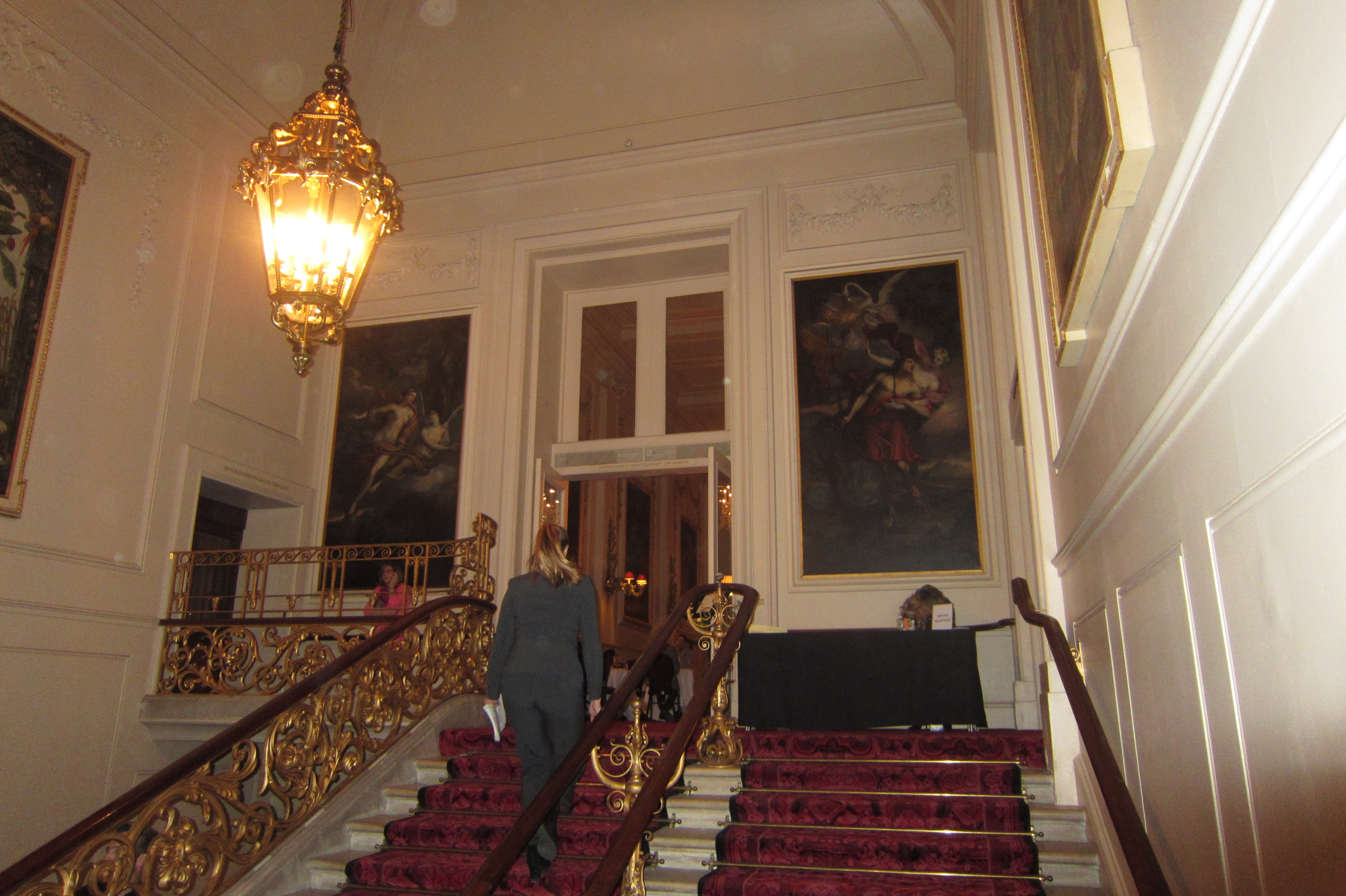
Trappenhuis
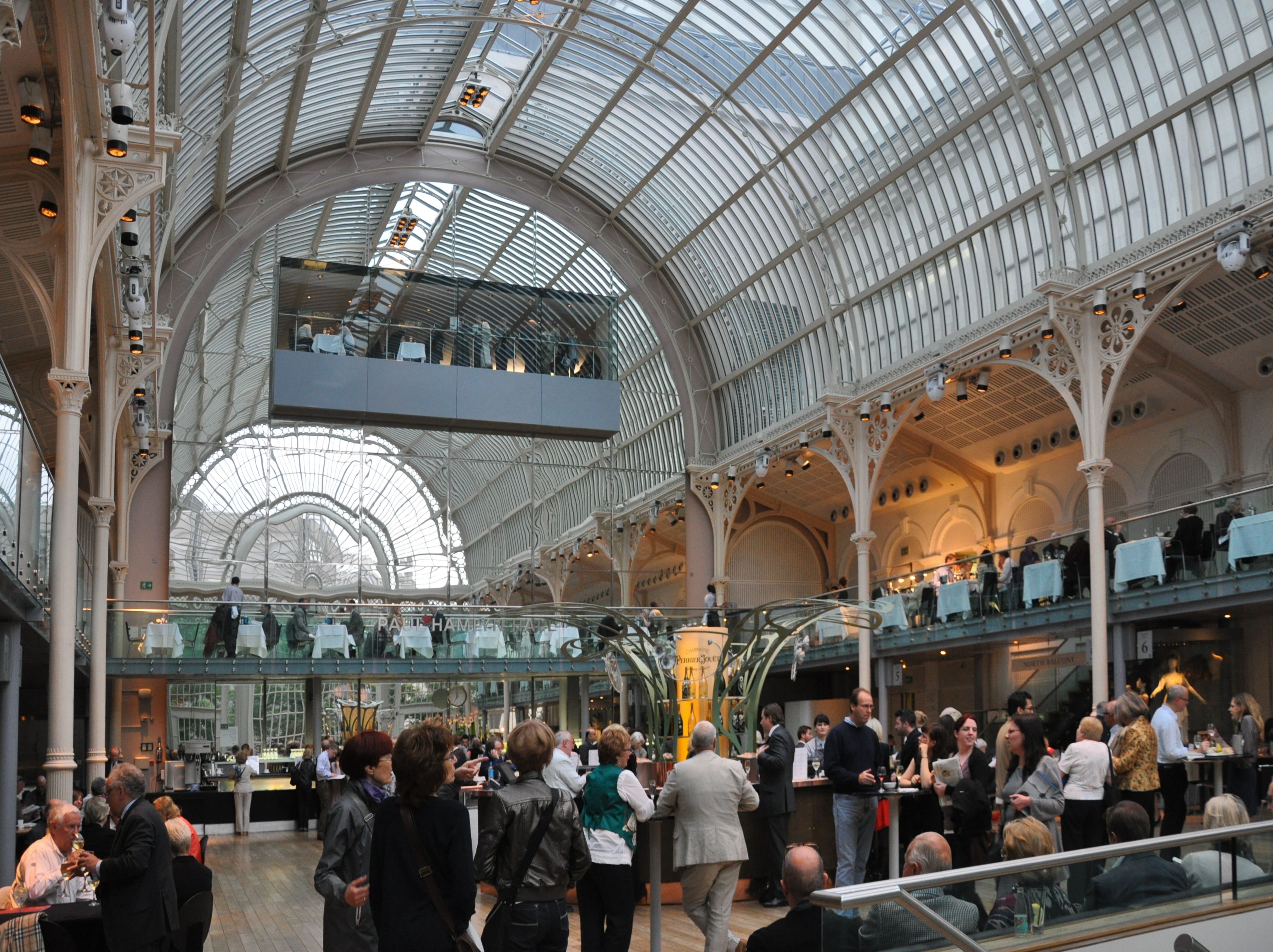
Floral Hall
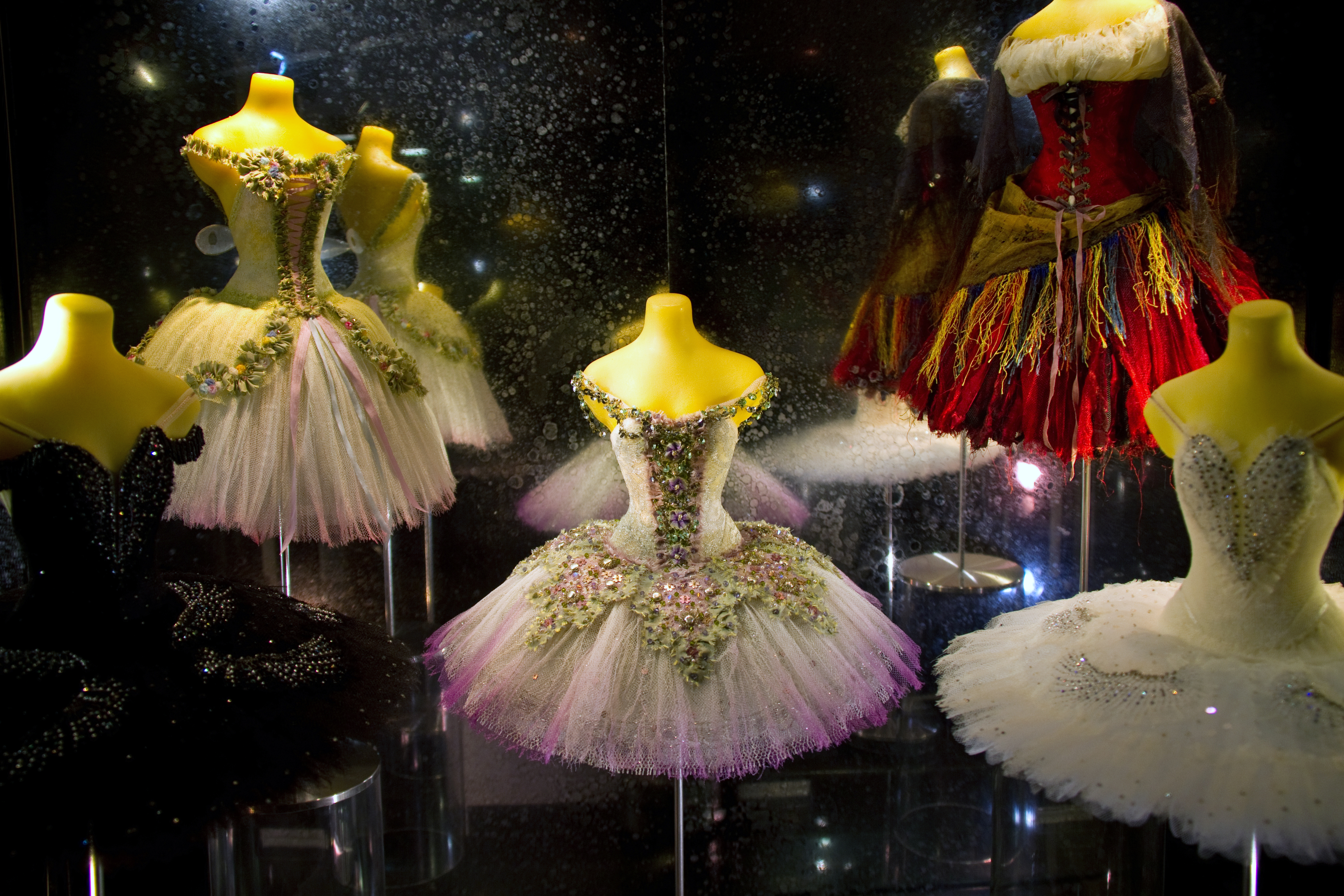
The Little Costume Shop